# Maihueniopsis ovata
Maihueniopsis ovata ist eine Pflanzenart in der Gattung Maihueniopsis aus der Familie der Kakteengewächse (Cactaceae). Das Artepitheton ovata stammt aus dem Lateinischen, bedeutet ‚eiförmig‘ und verweist auf die Form der Triebabschnitte. Spanische Trivialnamen sind „Gatito“ und „Perrito“.

## Beschreibung
Maihueniopsis ovata bildet kleine, ziemlich dichte Polster von bis zu 10 Zentimeter Höhe und 50 Zentimeter Durchmesser. Die eiförmigen, manchmal zur Spitze verjüngten, grünen  Triebabschnitte sind bis zu 3 Zentimeter lang. Die etwa 20 Areolen je Triebabschnitt sind bis zur Basis der Triebabschnitte vorhanden. Dornen entspringen ihnen nur im oberen Drittel der Triebabschnitte. Die auffälligen, strohgelben Glochiden sind bis zu 1 Zentimeter lang. Die drei bis acht ungleichen, steifen Dornen sind rötlich braun und weisen eine Länge von bis zu 2 Zentimeter auf. Die größten von ihnen sind pfriemlich bis etwas abstehend.
Die leuchtend gelben (bis orangefarbenen) Blüten weisen eine Länge von bis zu 4,5 Zentimeter und einen Durchmesser von 5,5 Zentimeter auf. Ihr Perikarpell ist mit etwa 16 Areolen besetzt, die am oberen Rand mit Borsten tragen. Die etwas zylindrischen gelben Früchte sind 2 bis 5 Zentimeter lang und tragen manchmal einige Borsten.

## Verbreitung und Systematik
Maihueniopsis ovata ist bei Santiago de Chile im Tal des Río Aconcagua sowie in den argentinischen Provinzen San Juan und Mendoza verbreitet.
Die Erstbeschreibung als Opuntia ovata erfolgte 1837 durch Ludwig Georg Karl Pfeiffer. Friedrich Ritter stellte die Art 1980 in die Gattung Maihueniopsis. Weitere nomenklatorische Synonyme sind Pseudotephrocactus tarapacanus (Pfeiff.) Frič (1933), Tephrocactus ovata (Pfeiff.) Backeb. (1936), Tephrocactus articulatus var. ovatus (Pfeiff.) Backeb. (1953) und Parviopuntia diademata var. ovata (Pfeiff.) Marn.-Lap. & Soulaire (1956, nom. inval. ICBN-Artikel 43.1).

## Nachweise